# Othello (színmű)

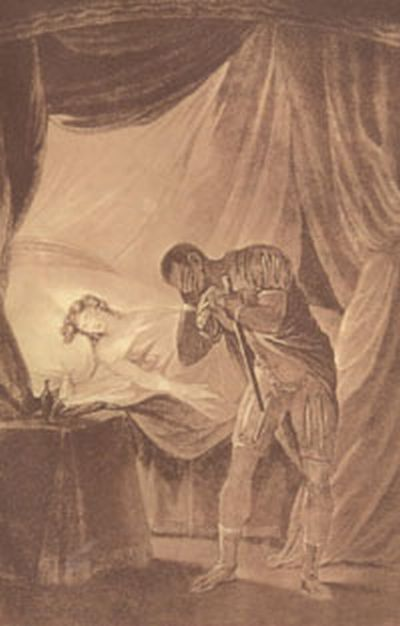
Othello és Desdemona, Josiah Baydell XVIII. századi grafikáján

Az Othello William Shakespeare 1603 körül íródott drámája a pusztító féltékenységről, amelyet gonoszok önös érdekeik szolgálatába állítanak.

## Cselekménye
Othello, a tisztaszívű és érzékeny természetű mór hadvezér, ki a Velencei Köztársaság szolgálatában áll, végzetesen szerelmes Desdemonába, a gazdag velencei szenátornak, Brabantiónak egyetlen lányába, akit később titkon feleségül is vesz. Barbantio kezdetben nem szívesen veszi tudomásul lánya választottját, mi több még a szenátus előtt is eljárást kezdeményez, amiért szerinte Othello visszaélt vendégszeretetével, és elszerette leányát, de a mór ugyanolyan ékesszólással, mint amivel Desdemonát is meghódította meggyőzi szerelme valódiságáról a bírákat, Desdemona pedig apját, hogy a választottja az igaz szerelme. 
Ezután kezdődnek azonban csak az igazi bonyodalmak. Othellót bízzák meg, hogy Cipruson szervezze meg a velenceiek védelmét a török hajóhad ellen, miután azt a köztársaság meghódította. Othello újdonsült arájával oda is utazik, megérkezésük után azonban kiderül, hogy egy vihar szétrombolta a török hajóhadat, így egy időre megszabadultak a közvetlen fenyegetéstől. Amikor viszont Othello kinevezi hadnaggyá bizalmasát és legjobb barátját, Cassiót, feltámad a féltékenység és gyűlölet Jágóban, Othello egy másik tisztjében, aki úgy érzi, hogy kora és tapasztalata alapján inkább neki járna az előléptetés. Ezért hát a jó emberismerettel rendelkező Jágó kigondol egy alattomos tervet: a szellemes és szórakoztató Cassiót, aki Desdemonának is jó barátja, megpróbálja Othello előtt úgy beállítani mint megbízhatatlan katonát, aki ráadásul a feleségét is elcsábította. 
Jágó fondorlatainak köszönhetően Cassió elveszíti rangját és megbecsültségét Othellónál, majd ebből a helyzetből alakít olyan incidenseket, amelyekkel egyre jobban elhinti a kétkedés magvait Othellóban, aki egyre féltékenyebb lesz Desdemonára, azt gondolván, hogy megcsalja Cassióval. Végül Othelló eljut arra a lelkiállapotra, hogy kész asszonyát megölni. Közben Cassió megsebesül egy orgyilkos támadásában, akit Jágó küldött rá, de Cassió nem halt meg. Jágó megöli a Cassió által megsebesített orgyilkost, hogy az ne beszélhessen, de a halottnál lévő levelek később lebuktatják Jágót. Ez idő alatt Othello őrjöngő féltékenységében egy párnával megfojtotta Desdemonát, de miután kiderül, hogy csupán Jágó mesterkedései hitették el vele az állítólagos viszonyt, összeomlik és öngyilkosságot követ el. Mindenki megdöbben a történteken, Jágót pedig Othello utódja parancsára kivégzik.

Ebből a drámából híresült el a féltékenység mint „zöld szemű szörny”: 
Uram, vigyázz, hogy féltékeny ne légy! A zöldszemű szörny csak kacag az étken, Amelyből él.

## Eredete
Az Othello fő forrása Giovanni Battista Giraldi Hecatommitti – Száz rege című mesegyűjteménye. Shakespeare ezt fejlesztette tovább. Giraldi történetében az egyetlen megnevezett szereplő Desdemona, a név görög jelentése szerencsétlen, az olasz pedig démontalan. A többi figura csak általánosságban van megnevezve úgymint: a kapitány, a Mór, vagy zászlós. Az eredeti történetben a zászlós epekedik Desdemona után, aki azonban elutasítja őt, ez sarkallta arra, hogy bosszút álljon. Othellóval ellentétben Giraldi mórja nem bánja meg szeretett feleségének megölését. Ezután a mór és a zászlós megszökik Velencéből és csak később ölik meg őket. Giraldi erkölcsi mondanivalóját Desdemona által fejezi ki; az (európai) nőknek oktalanság feleségül menni másik fajta fiaihoz.

## Megjelenések
A drámát 1621. október 6-án Thomas Walkley jegyezte be a Stationers Company könyveibe. Az első kvartó kiadást 1622-ben Thomas Walkley jelentette meg (a nyomtatást Nicholas Okes végezte) A velencei mór, Othello tragédiája (The Tragedy of Othello, the Moor of Venice) címen. Ezt hamarosan követte az első fólió kiadás, 1623-ban. Későbbi kvartó kiadások: 1630, 1655, 1681, 1695, és 1705. A dráma mind nyomtatott formában, mind pedig a színpadon népszerű Shakespeare mű volt és mai napig is az.

## Bemutatók
Az első biztosan ismert bemutató 1604. november 1-jén, a Whitehall Palace-ben, Londonban volt. Ezután 1610. április 30-án, a Globe Színházban; 1629. november 22-én és 1635. május 6-án a Blackfriars Színházban mutatták be.

## Magyar fordításai
- K. Boér Sándor (németből) – Othello a velenczei szerecsen – címmel (1794), ebből készült egyúttal a mű magyarországi ősbemutatója 1794. március 24-én, Kelemen László rendezésében Kolozsváron.
- Vajda Péter az első, az eredeti műről történt fordítás, az 1830-as évek elején. Hitelességét 1842-ben írt esszéjében Bajza József megkérdőjelezte. (bemutató 1842, Pesti Magyar Színház)
- Szász Károly (költő, 1829–1905), a Kisfaludy Társaság kiadásában 864 (bemutató: Nemzeti Színház Paulay Ede rendezésében 1869)
- Harsányi Kálmán 1929 (bemutató: Nemzeti Színház, Németh Antal rendezésében 1937)
- Kardos László (irodalomtörténész) 1948, (megjelent 1960, bemutató 1995, Várszínház, rendező Ivánka Csaba)
- Mészöly Dezső 1949 (bemutató : Nemzeti Színház, Nádasdy Kálmán rendezésében)
- Eörsi István 1989 (megjelent: Cserépfalvi Kiadó 1993, bemutató Kaposvári Csiky Gergely Színház Ács János rendezésében)[1]
- Zsótér Sándor, Ungár Júlia , Ambrus Mária (átirat W.S. Othello címen 2011, bemutató: 2014, Stúdió K Színház, rendező: Zsótér Sándor)[2]
- Márton László ( – Othello, Velence négere – címmel 2009, bemutató: 2009, Vígszínház, rendező: Eszenyi Enikő)
- Németh Ákos (2018)[3]

## Adaptációk

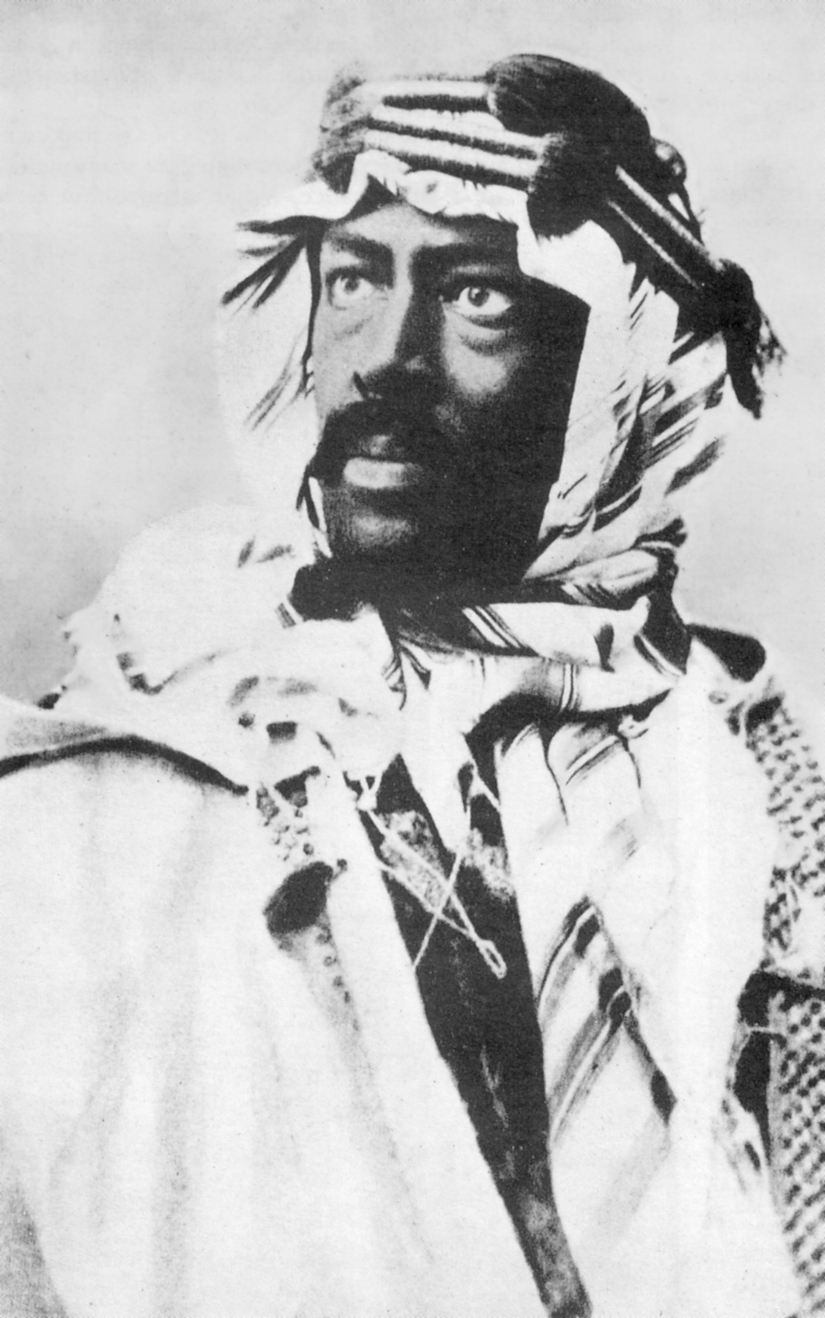
K. Sz. Sztanyiszlavszkij Othello szerepében, 1896

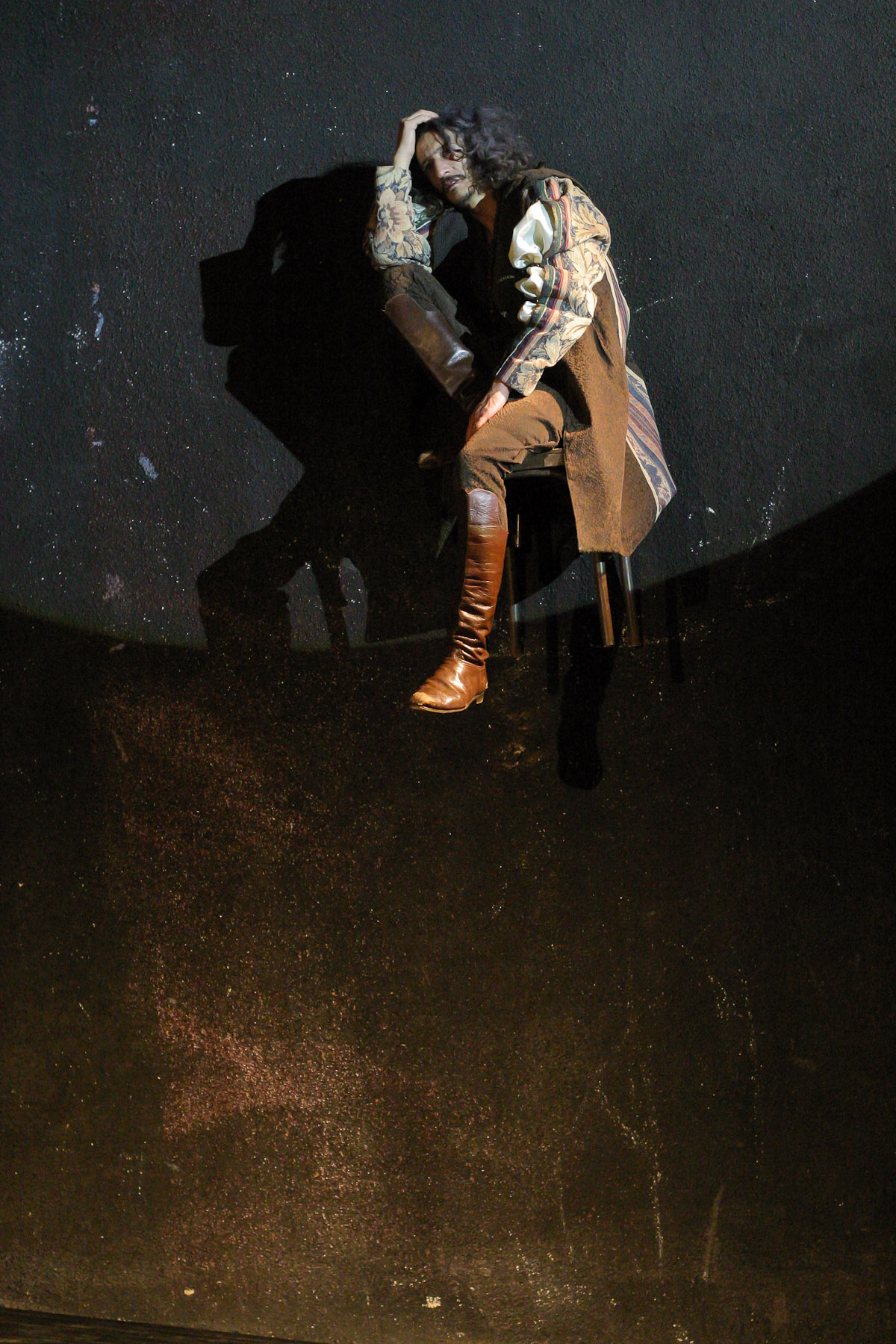
Pálffy Tibor Othello szerepében, 2004

Az utóbbi két évszázad során 3 opera is készült Shakespeare drámájából:
- Rossini – Otello című operája nyitja a sort, 1816-ban
- Verdi – Otello, 1887-ben (szöveg: Arrigo Boito)
- Daron Hagen – Bandanna című 1999-es operája

### Film
Számos film dolgozta fel Othello történetét, a legfontosabbak:
- Othello (1922) Emil Jannings főszereplésével, némafilm
- The Tragedy of Othello: The Moor of Venice (1952) Orson Welles filmje
- Отелло (1955), szovjet, főszereplők: Szergej Bondarcsuk, Irina Szkobceva, Andrej Popov. Rendező: Szergej Jutkevics
- Othello (1965) főszereplők: Laurence Olivier, Maggie Smith, Frank Finlay, Joyce Redman
- Othello (1981) főszereplők: Anthony Hopkins és Bob Hoskins.
- Otello (1986) Verdi operájának filmváltozata; címszereplő Plácido Domingo, rendező: Franco Zeffirelli. Megnyerte a BAFTA legjobb külföldi filmnek járó díját
- Othello (1995) főszereplő: Kenneth Branagh, Laurence Fishburne, és Irene Jacob. Rendezte: Oliver Parker
- Kaliyattam (1997), a dráma modern feldolgozása, Keralában játszódik. Főszereplők: Suresh Gopi (Othello), Lal (Iago), Manju Warrier (Desdemona), a rendező Jayaraaj
- O (2001) a másik modern feldolgozás egy amerikai középiskolában játszódik. Főszereplői: Mekhi Phifer, Julia Stiles, Josh Hartnett és Martin Sheen
- Othello (2001), tévéfilm. Szintén modern feldolgozás, ebben Othello a London's Metropolitan Police első fekete rendőrkapitánya. Rendezte: Geoffrey Sax, főszereplők Eamonn Walker, Christopher Eccleston és Keeley Hawes
- Omkara (2006) (Hindi) a dráma másik indiai változata, Uttar Prades államban játszódik.
- Eloise (2002) újabb modern feldolgozás; a történet színhelyéül az ausztráliai Sydney-t nevezi meg.